# Believe in Yourself !
「Believe in Yourself !」（ビリーブ イン ヨアセルフ）は日本の女性アイドルグループ・paletの楽曲。楽曲は伊秩弘将により作詞、阿久津健太郎により作曲されている。2013年11月20日にpaletのメジャー・デビューシングルとして日本コロムビアから発売された。

## 概要
「Believe in Yourself !」の発売以前に、paletはインディーズレーベルから「Hello,palet」・「SEVEN DESTINY」・「early works」のアルバム3作品を発売していたが、本作でpaletはメジャーデビューを果たした。
Type-AとType-B、Type-C、Type-Dの計4形態で発売。初回生産分のみトレーディングカード全36種類のうち1種類をランダム封入されている。

## メディアでの使用
表題曲はフジテレビ系アニメ『トリコ』のエンディングテーマに起用された。

## シングル収録トラック
| #         | タイトル                                  | 作詞      | 作曲         | 編曲         | 時間  |
| --------- | ----------------------------------------- | --------- | ------------ | ------------ | ----- |
| 1.        | 「Believe in Yourself !」                 | 伊秩弘将  | 阿久津健太郎 | 阿久津健太郎 | 4:05  |
| 2.        | 「LOVE WINTER MEMORIES」                  | 伊秩弘将  | 伊秩弘将     | 佐久間誠     | 4:48  |
| 3.        | 「Believe in Yourself ! (off vocal ver)」 |           | 阿久津健太郎 | 阿久津健太郎 | 4:03  |
| 4.        | 「LOVE WINTER MEMORIES (off vocal ver)」  |           | 伊秩弘将     | 佐久間誠     | 4:43  |
| 合計時間: | 合計時間:                                 | 合計時間: | 合計時間:    | 合計時間:    | 17:41 |

| #  | タイトル                               | 作詞 | 作曲・編曲 |
| -- | -------------------------------------- | ---- | ---------- |
| 1. | 「Believe in Yourself ! (Video Clip)」 |      |            |